# Paedomastax constricta
Paedomastax constricta är en insektsart som först beskrevs av Brunner von Wattenwyl 1898.  Paedomastax constricta ingår i släktet Paedomastax och familjen Eumastacidae. Inga underarter finns listade i Catalogue of Life.